# Munizip al-Dschufra
Al-Dschufra, arabisch الجفرة, DMG al-Ǧufra ist ein Munizip, das im Zentrum der Libysch-Arabischen Republik liegt. Die Hauptstadt von al-Dschufra ist Hon.

## Geographie
Das Munizip liegt im Landesinneren. Im gesamten Gebiet von al-Dschufra lebten im Jahre 2003 45.117 Menschen auf einer Fläche von damals insgesamt 117.410 km². Das Munizip besitzt folgende Grenzen zu den anderen Munizipien:
- Munizip Surt – Norden
- Munizip al-Wahat – Nordosten
- Munizip al-Kufra – Südosten
- Munizip Murzuq – Süden
- Munizip Sabha – Südwesten
- Munizip Wadi asch-Schati’ – Westen
- Munizip al-Dschabal al-Gharbi – Nordwesten

## Verwaltungsgeschichte

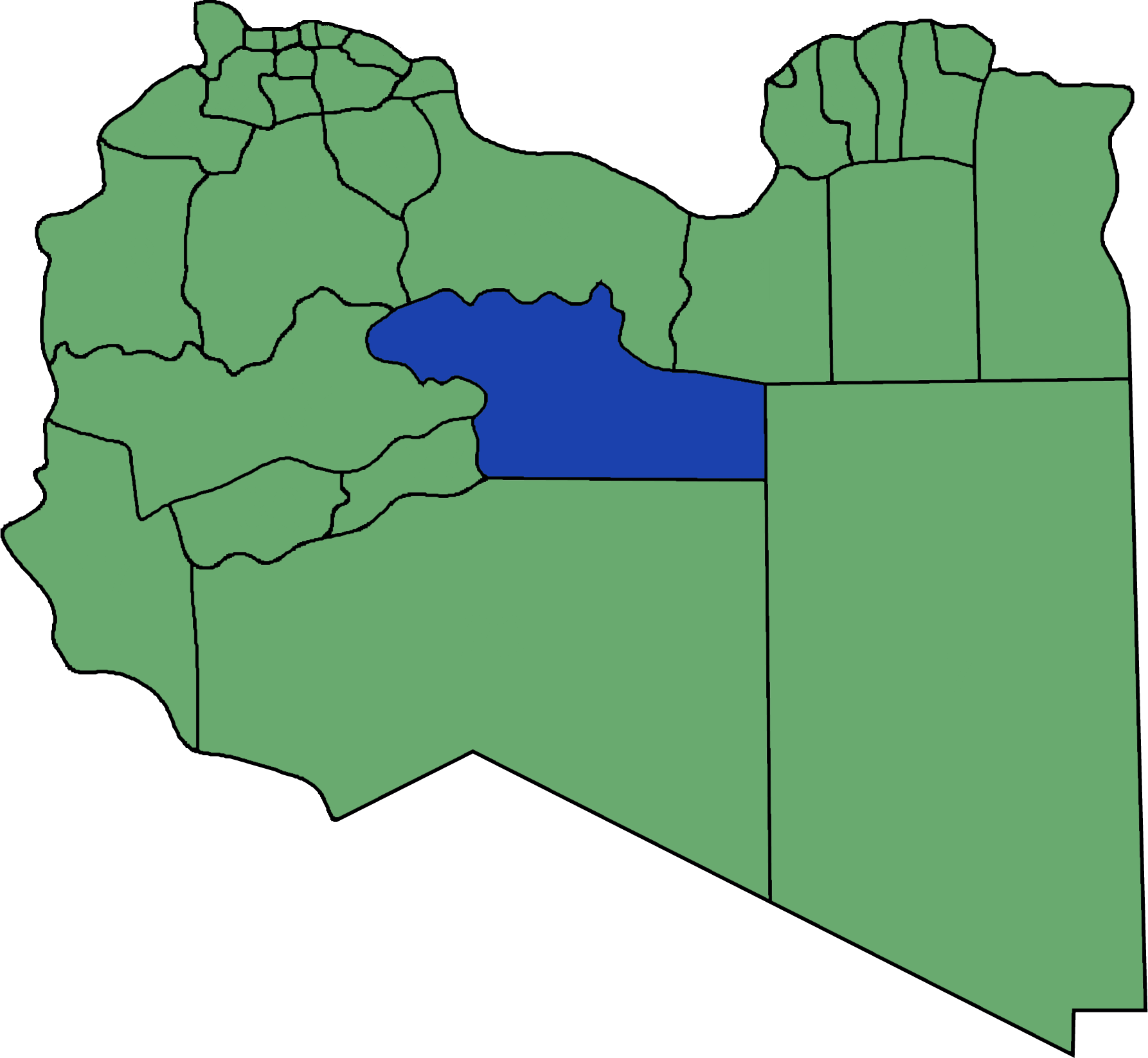
Munizipalgebiet vor 2007

Bei der Verwaltungsreform 2007 kam es zu Grenzkorrekturen mit benachbarten Munizipien.